# Stortjärnen (Hede socken, Härjedalen, 692320-138815)
Stortjärnen är en sjö i Härjedalens kommun i Härjedalen och ingår i Ljusnans huvudavrinningsområde. Sjön har en area på 0,112 kvadratkilometer och ligger 403 meter över havet.

## Delavrinningsområde
Stortjärnen ingår i det delavrinningsområde (678846-157106) som SMHI kallar för Ovan VDRID = 678846-157106 i Ljusnans vattendrags*. Medelhöjden är 428 meter över havet och ytan är 5,56 kvadratkilometer. Räknas de 352 avrinningsområdena uppströms in blir den ackumulerade arean 3 188,87 kvadratkilometer. Avrinningsområdets utflöde Ljusnan mynnar i havet. Avrinningsområdet består mestadels av skog (79 procent). Avrinningsområdet har 0,45 kvadratkilometer vattenytor vilket ger det en sjöprocent på 8,1 procent.